# Глобочник, Томас
Томас Глобочник (17 апреля 1972, Крань, Словения) — словенский биатлонист, двукратный призёр этапов Кубка мира. Дебютировал в биатлоне в 1994 году в мужской эстафете.. Лучшим местом в общем зачете Кубка мира является 14-е.
Завершил карьеру по окончании сезона 2002/2003.

## Кубок мира
- 1994/1995 — 0 очков
- 1995/1996 — 49 место
- 1997/1998 — 31 место (66 очков)
- 1998/1999 — 43 место (36 очков)
- 1999/2000 — 41 место (48 очков)
- 2000/2001 — 14 место (373 очка)
- 2001/2002 — 21 место (247 очков)
- 2002/2003 — 41 место (94 очка)